# Partito Rinnovatore Democratico
Il Partito Rinnovatore Democratico (Partido Renovador Democrático, PRD) è stato un partito politico portoghese attivo tra il 1985 e il 1991.
Il PRD è stato fondato nel 1985, sotto il tacito patrocinio del Presidente della Repubblica di allora, il Generale António Ramalho Eanes e guidato da Hermínio Martinho. Questa formazione politica si proponeva lo scopo di "moralizzare la vita politica nazionale". Approfittando del malcontento generato dalla politica di austerità posta in atto dal governo di coalizione tra PS e PSD (1983-1985), il PRD ne fu il grande beneficiario alle elezioni politiche del 1985, volute dal Presidente Eanes, giunto alla fine del suo mandato. Esso ottenne un numero di voti molto vicino a quello dei socialisti. In termini parlamentari, divenne il terzo partito, svolgendo un ruolo di cerniera, decisivo per la tenuta del governo minoritario di Aníbal Cavaco Silva. 
Alle elezioni amministrative, svolte nello stesso 1985, il PRD, però, dimostrò fragilità e disorganizzazione ed alle presidenziali del 1986 il suo candidato, Salgado Zenha, non raggiunse il secondo turno. Nel 1987 il PRD appoggiò la mozione di sfiducia al governo Cavaco Silva. Questa decisione, però, si rivelò negativa per le sorti del partito, che, alle seguenti elezioni politiche, elesse appena 7 deputati, a fronte dei 45 della legislatura precedente. 
Nel frattempo Ramalho Eanes aveva assunto la guida del partito, incarico che abbandonò in seguito alla disfatta elettorale, cedendo nuovamente il posto a Hermínio Martinho. Alle elezioni per il Parlamento Europeo del 1989, il PRD si alleò con i socialisti, riuscendo ad eleggere un solo deputato come indipendente nelle liste del PS (Pedro Canavarro). Nelle elezioni politiche del 1991 il PRD, guidato da Canavarro, non riuscì ad ottenere nemmeno un deputato.
| Controllo di autorità | VIAF (EN) 148318168 |